# Dicaelotus cabrerai
Dicaelotus cabrerai är en stekelart som först beskrevs av Berthoumieu 1904.  Dicaelotus cabrerai ingår i släktet Dicaelotus och familjen brokparasitsteklar. Inga underarter finns listade i Catalogue of Life.